# Everton F.C.
Everton Football Club je profesionalni angleški nogometni klub iz Liverpoola, Merseyside, Anglija.